# Clevedon Court
Clevedon Court é uma casa senhorial em Court Hill, Clevedon, na região de North Somerset, Inglaterra, datada do início do século XIV. Actualmente, é de propriedade do National Trust. Está classificado como Grau I nos Listed building. [1]
A casa foi construída e expandida adicionada ao longo de vários anos. O grande salão e a capela são as partes sobreviventes mais antigas da estrutura, com a ala oeste adicionada por volta de 1570, quando as janelas e a decoração do resto do edifício foram alteradas. No século XVII foram realizadas mais construções e adaptações, quando era propriedade dos baronetes de Elton. A casa foi adquirida pelo Estado e foi entregue ao National Trust em 1960. A família Elton ainda é residente na casa, que se encontra aberta ao público.
Além da casa principal, o local inclui uma selecção de paredes e dependências, algumas das quais datam do século XIII. Os jardins estão listados com o Grau II* no Registo Nacional de Parques e Jardins Históricos.